# Grunderwerbsteuer (Tschechien)
Die Immobilien-Erwerbsteuer (daň z nabytí nemovitých věcí) besteuert, wie aus der Bezeichnung zu entnehmen ist, den Erwerb von Immobilien. Mit Wirkung ab dem 1. Januar 2014 wurde das Gesetz über die Erbschafts-, Schenkungs- und Immobilienübertragungssteuer durch das neue Immobilienerwerbsteuergesetz (zákon o dani z nabytí nemovitých věcí) abgelöst.

## Steuergegenstand
Gegenstand der Immobilien-Erwerbsteuer ist der entgeltliche Erwerb eines Eigentumsrechtes an einer Immobilie.

## Befreiungen nach §§ 6–9 daň z nabytí nemovitých věcí
- § 6: Der Erwerb von Immobilien durch Gebietskörperschaften.
- § 7: Der Ersterwerb von Immobilien oder Miteigentumsanteilen, welche Wohnzwecken dienen. Der Tatbestand der Wohnnutzung muss innerhalb von fünf Jahren erfüllt sein.
- § 8: Der Erwerb von Immobilien durch Wohnungsbaugenossenschaften.
- § 9: Erwerb von Immobilien, die sich im Insolvenzverfahren befinden.[2]

## Bemessungsgrundlage
Der Erwerbswert der Immobilie ist in der Regel entweder der Kaufpreis oder der sogenannte steuerliche Vergleichswert. Für die Bestimmung dieses Richtwerts stellt die Finanzverwaltung Online-Tools zur Verfügung.

## Steuersatz
Der Steuersatz für den Erwerb von Immobilien beträgt 4 % der Bemessungsgrundlage.

## Steuerschuldner
Ab dem 1. November 2016 ist der Käufer Steuerschuldner.

## Anzeigepflicht
Der Steuerpflichtige muss spätestens am Ende des dritten Kalendermonats, der auf den Kalendermonat folgt, in dem die Eintragung ins Immobilienkatasters erfolgte, eine Steuererklärung einreichen.

## Fälligkeit
Die Immobilienerwerb-Steuer ist am letzten Tag der Frist zur Einreichung der Steuererklärung fällig. Für eine reibungslose Zahlung der Steuern ist es wichtig, dass der Steuerpflichtige die entsprechende Kontonummer des Finanzamtes für die Grunderwerbsteuer kennt. Jedes Finanzamt einer Region unterhält verschiedene Bankkonten für die verschiedenen Steuern. Die einzelnen Bankkonten findet man auf der Internetseite der Finanzverwaltung.